# 1963年新加坡大選
本次选举是新马合并后的第一次选举，也是新加坡历史上唯一一次以“州立法议会选举”名义进行的大选。选举日定在新马合并五天后的1963年9月21日。选前，马来亚执政党巫统（UMNO）违背了之前与人民行动党达成的不干涉新加坡州选举的协议，试图通过以支持新加坡联盟党（SAP）的方式，驱逐人民行动党（PAP）的势力。但是，人民行动党取得了最终胜利，赢得了新加坡州议会51个席位中的37个。同时，1963年的选举是迄今为止唯一一次没有在选前对51个现有选区进行选区划分变更的选举。
随着新加坡于1965年被驱逐出马来西亚，被迫独立，本届立法议会的民选议员自动组成新加坡第一届国会。

## 背景
尽管人民行动党（PAP）在1959年的大选中赢得了43个席位，但他们在1961年失去了四个席位（两个席位失于补选失败，另两个则为叛逃到新成立的人民联合党（UPP））。1961年7月20日，在因对新马合并产生的分歧而进行的不信任议案投票中，又有13名行动党议员因投票反对政府而被开除；随后行动党内持不同政见者（以左派人士为主）成立了一个新政党社会主义阵线（BS）。补选失败，叛逃和分裂，共致使人民行动党减少了17个席位，仅存26个席位，仅以一席微弱多数优势执政。
1962年7月3日，新马合并公投辩论过程中，人民行动党在立法院议员何佩珠退党后失去了多数席位（其于之后的8月11日加入社阵）。五天后，联合党籍议员零甘回到行动党阵营，使行动党重新获得了一席多数优势。但是又过了五天，行动党政府在卫生部长阿末依布拉欣因肝癌去世后再次失去了多数席位。社阵最初计划在空缺席位的补选中，安排其旗帜性领袖林清祥上阵，但总理李光耀选择不进行补选，而是要求进行重新大选。
1963年8月31日，新加坡宣布从英国独立，人民行动党被宣布为托管政府，直到合并成立马来西亚的进程完成为止。李光耀在9月3日按照程序解散了立法议会，并要求在9月21日举行选举。

## 时间线
| 9月3日   | 解散第二届立法议会                                     |
| 9月12日  | 提名日                                                 |
| 9月21日  | 投票日                                                 |
| 10月22日 | 第三届立法议会开幕（1965年8月9日后为第一届新加坡国会） |

## 竞选过程
这场选举是在新马合并进程中进行（提名日在合并前，投票日在合并后），被称为人民行动党史上最艰苦的一次选举，甚至被称为该党的“生死之战”。行动党在所有选区都派出了候选人，并面临着三大反对党的强势挑战。社阵与人民党在除两个选区之外的所有选区中都部署了候选人，而联合党的派出的候选人数量也是超乎预料之多。 而人民行动党政府于1963年2月2日称社阵为“亲共组织”，并利用内安法令发动了冷藏行动，拘留了包括林清祥在内的几名社阵领导人。
在选前的最后一晚，行动党警告新加坡人民说，如果社阵最终击败人民行动党赢得选举，马来西亚联邦政府可以派遣军队到新加坡以行使紧急权力，取代“亲共产党势力”领导的新政府。由于是选前最后一晚，社阵没有做出回应的机会。
唯一的工人党（WP）籍议员大卫·马绍尔从他所创立的政党辞职，成为唯一的独立人士。另一个竞争者是受到执政马来西亚中央的“马来西亚联盟”的支持的新加坡联盟党，由新加坡人民联盟（SPA）联合“马来亚联盟”各党的新加坡支部（巫统、马华公会和国大党）组成。但是，前首席部长兼人民联盟领导人林有福选择不参加选举。

## 结果
人民行动党赢得压倒性的胜利，在英式“单一选区多数票当选”的制度下，共获得51个议席中的37席，占总议席的72.5%，但得票率则为有史以来最低，只有约47％。
尽管社阵和联合党的总得票率较高，但由于反PAP阵营的投票分裂，双方都未能赢得他们竞争的大多数席位，因此总共只获得了14个席位。
新加坡联盟党丧失了议会解散前已经拥有的全部七个席位，甚至在其核心选区，诸如一些马来选区，例如景万岸，芽笼和南部群岛等。
九名现任议员在选举中失去连任，其中人民行动党的原内阁部长首次在其选区被击败。
| 政党              | 得票数  | %    | 席次 | +/–    |
| ----------------- | ------- | ---- | ---- | ------ |
| 人民行动党        | 272,924 | 46.9 | 37   | −6     |
| 社会主义阵线      | 193,301 | 33.2 | 13   | 新政党 |
| 新加坡联盟党      | 48,967  | 8.4  | 0    | –7     |
| 人民联合党        | 48,785  | 8.4  | 1    | 新政党 |
| 人民党            | 8,259   | 1.4  | 0    | 0      |
| 泛马回教党        | 1,545   | 0.3  | 0    | 0      |
| 民主联合党        | 760     | 0.1  | 0    | 新政党 |
| 新加坡工人党      | 286     | 0.1  | 0    | 0      |
| 独立人士          | 6,788   | 1.2  | 0    | −1     |
| 空白/无效票       | 5,818   | –    | –    | –      |
| 总数              | 587,433 | 100  | 51   | 0      |
| 注册选民/投票率   | 617,450 | 95.1 | –    | –      |
| Source: Elections |         |      |      |        |

## 总结与影响
观察分析认为，导致这一次行动党大胜的因素主要有以下几点: 
- 人民行动党在选前十一个小时向选民发出警告，称如若结果是社阵胜选上台，马来西亚将派遣部队进入新加坡，并行使紧急权力来取代即将上任的政府；
- 选民们对于新马合并有较高支持度，如果持有反对合并立场的社阵赢得大选，可能会使得新马合并出现风险；
- 接受英式教育的中产阶级担心，在左派脱离行动党自组社阵之后，共产党可能会战术性投票支持社阵；
- 社阵支持印度尼西亚政府和印尼共产党反对马来西亚成立的立场，特别是在印度尼西亚宣布实行武装对抗，并于选举前在婆罗洲开始挑衅性的军事演习；
- 在1959年至1963年间政府出台的政策，例如住房和发展委员会建造26,000个公寓，降低失业率和进行公共服务投资等，使许多民众受惠。

为了阻止未来议会中再次发生类似的脱党叛逃事件，行动党政府通过了一项宪法修正案，规定主动辞职或被执政党开除的议员将失去席位。结果，自1965年补选到1981年补选间，行动党垄断新加坡国会长达十五年之久。
根据合并协议，新加坡将在马来西亚下议院拥有15个席位。根据本次大选结果，人民行动党被分配了12个席位，社会主义阵线则被分配了3个席位
而本次大选中，马来亚地区的巫统公然违背先前与行动党达成的互不干涉参与对方活动范围内选举的协议（即行动党不干涉参与马来亚地区选举，巫统主导的“联盟”不干涉参与新加坡地区的选举），严重激化了双方矛盾，并直接导致行动党决定投入参与1964年马来西亚大选。